# Molinadendron guatemalense
Molinadendron guatemalense là một loài thực vật có hoa trong họ Hamamelidaceae. Loài này được (Radlk. ex Harms) P.K. Endress miêu tả khoa học đầu tiên năm 1969.